# Fromentières (Marna)
Fromentières è un comune francese di 390 abitanti situato nel dipartimento della Marna nella regione del Grand Est.

## Società

### Evoluzione demografica
Abitanti censiti